# Luis Vargas Tejada

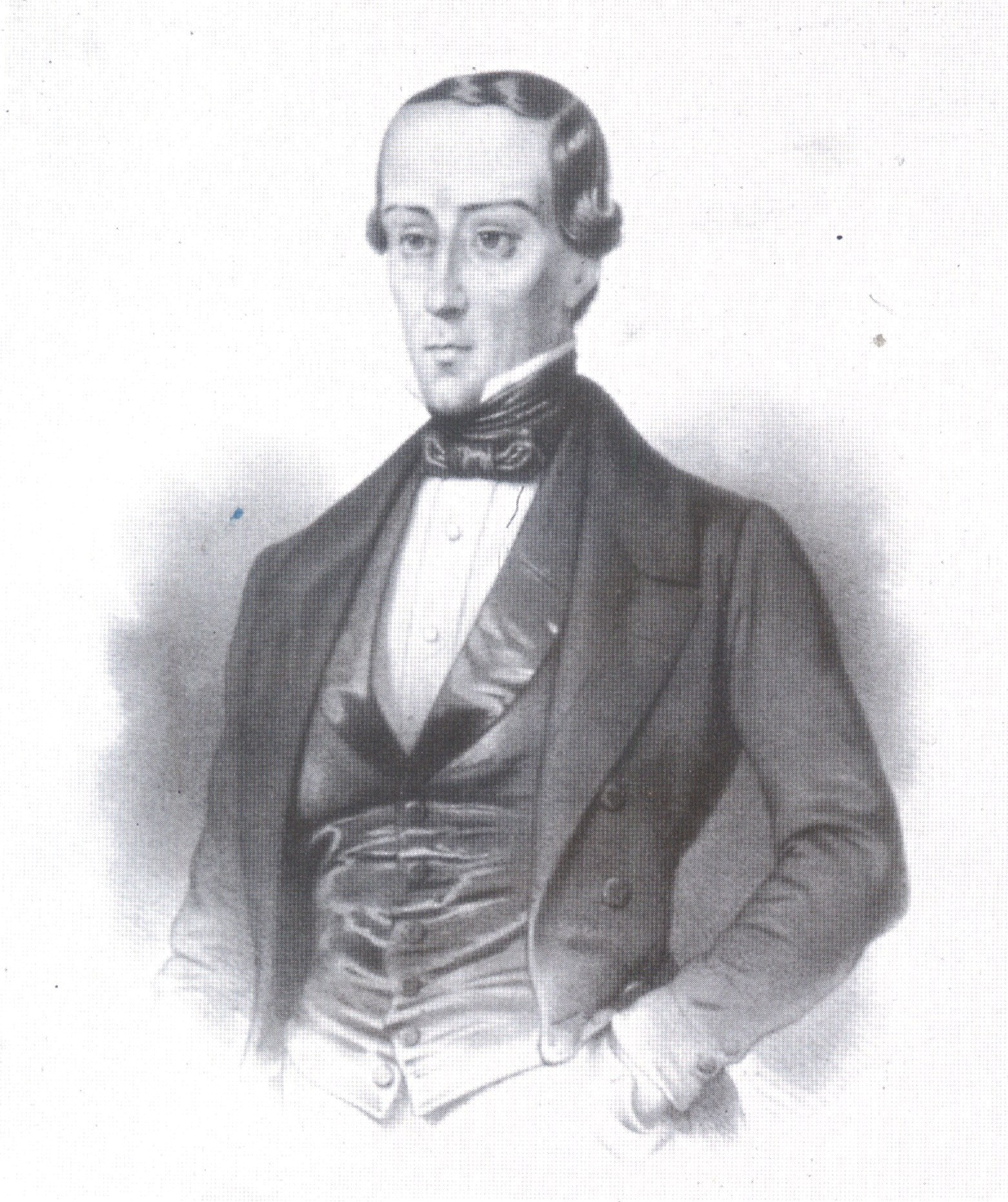
Luis Vargas Tejada.

Luis Vargas Tejada, född den 27 november 1802 i Neiva, död i december 1829 i Orinoquía, var en colombiansk skald.
Vargas var i besittning av omfattande bildning, och han skrev såväl lyrik som dramatik inte endast på spanska, utan även på franska, tyska och latin. Hans mest framstående arbete är en sainete, Las convulsiones, och bland hans lyriska verk nämns som de bästa monologerna Catón och Pausanias.